# Massimo Ficcadenti
Massimo Ficcadenti (ur. 6 listopada 1967) – włoski trener piłkarski i piłkarz występujący na pozycji pomocnika.

## Kariera piłkarska
Od 1985 do 2001 roku występował w SS Sambenedettese, ACR Messina, Hellas Verona, Torino FC i Ravenna.
W swojej karierze rozegrał 31 spotkań w Serie A. Wystąpił też w 310 meczach Serie B (18 bramek).

## Kariera trenerska
Po zakończeniu piłkarskiej kariery pracował jako trener w Fiorenzuola, Avellino, Pistoiese, Hellas Verona, Reggina, Piacenza, Cesena, Cagliari Calcio, F.C. Tokyo i Sagan Tosu.